# Nekrolog 1919
Nekrolog
◄◄
| ◄
| 1915
| 1916
| 1917
| 1918
| 1919 | 1920 | 1921 | 1922 | 1923 | ► | ►►
1. Quartal |
2. Quartal |
3. Quartal |
4. Quartal 
Weitere Ereignisse | Allgemeiner Nekrolog 1919
Die Beschreibung der verstorbenen Person sollte so kurz wie möglich gehalten sein und nur deren signifikante Tätigkeit(en) enthalten.
Neue Namen ggf. auch unter dem Geburts- und Sterbedatum, also etwa unter 1. Januar und im Geburts- und Sterbejahr (2024) eintragen (nur bei entsprechender großer Wichtigkeit). Für Beispiele siehe die schon vorhandenen Artikel.
Außerdem über die fünf zuletzt Verstorbenen, zu denen es einen ausreichend guten Artikel für eine Präsentation auf der Hauptseite gibt, nach der todesbedingten Überarbeitung der Artikel ggf. auch unter Wikipedia Diskussion:Hauptseite informieren und sie am besten auch in den anderen Wikipedia-Sprachversionen eintragen. Tipp: Regelmäßig bei news.google.de nach „ist tot“, „gestorben“ oder „verstorben“ suchen.
Wenn eine Person gestorben ist, gibt es viele Seiten zu dieser Person in der Wikipedia, die davon auch betroffen sind und entsprechend aktualisiert werden müssen. Beispiele: Namenübersichtsseite, Geburtsjahr, Geburtsort-Seiten und viele mehr.
Wie finde ich die betroffenen Seiten?
Im Suchfeld auf der linken Seite gibt man den Suchbegriff so ein: „Vorname Nachname“. Dann klickt man auf Volltext und alle Seiten mit entsprechendem Suchtext werden aufgerufen. Hier sieht man dann schnell, wo auch das Todesjahr Sinn macht oder sogar ein Teil des Artikels angepasst werden muss. Auch hilft das „Werkzeug“ auf der linken Seite sehr gut, um solche Seiten aufzufinden: „Links auf diese Seite“. Somit ist die Wikipedia wieder aktuell in allen Bereichen! Hinweis: bei Eintragung der Kategorie „Gestorben JAHR“ wird der Missbrauchsfilter 49 ausgelöst, was jedoch nicht schlimm ist. Siehe: Spezial:Missbrauchsfilter/49
Dies ist eine Liste von im Jahr 1919 verstorbenen bekannten Persönlichkeiten. Die Einträge erfolgen innerhalb der einzelnen Daten alphabetisch sortiert. Tiere sind im Nekrolog für Tiere zu finden.
Die Liste ist nach Quartalen aufgeteilt:
- Nekrolog 1. Quartal 1919: Januar, Februar und März
- Nekrolog 2. Quartal 1919: April, Mai und Juni
- Nekrolog 3. Quartal 1919: Juli, August und September
- Nekrolog 4. Quartal 1919: Oktober, November und Dezember

## Datum unbekannt
| Name                             | Beruf, bekannt als                                                                                                   |
| -------------------------------- | --- |
| Stepan Abbakumow                 | ukrainischer Dirigent, Komponist und Musikpädagoge                                                                   |
| Walerian Iwanowitsch Albanow     | russischer Seefahrer und Polarforscher                                                                               |
| Nikolai Andrejew                 | russischer Auftragsmörder                                                                                            |
| Joseph Baierlein                 | deutscher Schriftsteller                                                                                             |
| Charles Grant Beauregard         | US-amerikanischer Maler                                                                                              |
| Georg von Berr                   | bayerischer Zollverwaltungsbeamter und Politiker                                                                     |
| Mathilda Betham-Edwards          | englische Reiseschriftstellerin und Autorin von Novellen                                                             |
| Edgar Blüher                     | deutscher Fußballspieler                                                                                             |
| Albert Borbet                    | Industrieller |
| Therese Boschetti                | österreichische Kinderdarstellerin und Opernsängerin (Sopran)                                                        |
| Julija Brasol                    | russische Malerin und Bildhauerin                                                                                    |
| Percy Bulmer                     | britischer Unternehmer                                                                                               |
| Henri Carot                      | französischer Glasmaler                                                                                              |
| Emanuel Cvjetićanin              | österreich-ungarischer Feldmarschalleutnant                                                                          |
| Charles Comte de Lalaing         | belgischer Jurist und Diplomat                                                                                       |
| Wilhelm Derix                    | deutscher Glasbauunternehmer                                                                                         |
| Ole Falck Ebbell                 | norwegischer Architekt                                                                                               |
| Émile Fourcault                  | belgischer Erfinder und Industrieller                                                                                |
| Hermann Franke                   | deutscher Kantor und Komponist                                                                                       |
| Basilio Haggiar                  | syrischer Erzbischof                                                                                                 |
| Emile Hiertz                     | luxemburgischer Chemiker, Hüttenmann und Pionier der Hochofentechnologie                                             |
| Karl Erich Hupka                 | deutscher Physiker, Vater von Herbert Hupka                                                                          |
| Juan Isidro Jiménez              | Präsident der Dominikanischen Republik                                                                               |
| Georg Jungfer                    | deutscher Baurat und Politiker (DFP), MdR                                                                            |
| Casimir Otto Katz                | deutscher Holzindustrieller                                                                                          |
| Hilmar Knorr                     | deutscher Theaterschauspieler und Theaterdirektor                                                                    |
| Alexandra Pawlowna Krutikowa     | russische Opernsängerin (Alt)                                                                                        |
| Lawrence Lambe                   | kanadischer Geologe und Paläontologe                                                                                 |
| Joseph Alfred Lamy               | französischer Streichinstrumenten-Bogenbauer                                                                         |
| Ernst Levy                       | elsässischer Mediziner, Bakteriologe und Hygieniker                                                                  |
| Max Otto Lewald                  | deutscher Verwaltungsbeamter und Parlamentarier                                                                      |
| Karl Luckscheiter                | deutscher Architekt                                                                                                  |
| Ludwig Emil Meier                | deutscher Esperantist, Kapitän und Schriftsteller                                                                    |
| Franz Ludwig Michaelis           | deutscher Kaufmann und Konsul                                                                                        |
| Naiche                           | Häuptling der Bedonkohe-Apachen (auch als Chiricahua-Apachen bezeichnet)                                             |
| Clemens von Oertzen              | deutscher Art-brut-Künstler                                                                                          |
| José Ovidio García               | dominikanischer Klarinettist, Dirigent und Musikpädagoge                                                             |
| Alfred Alexandrowitsch Parland   | russischer Architekt                                                                                                 |
| Gustav Peter                     | Komponist „Souvenir de Cirque Renz“                                                                                  |
| Alphonse Constant Reyrolle       | französischer Elektrotechniker                                                                                       |
| Charles Léon Stephen Sauvestre   | französischer Architekt                                                                                              |
| Celestino Schiaparelli           | italienischer Arabist                                                                                                |
| August Theodor Schmöle           | deutscher Verwaltungsbeamter                                                                                         |
| Nikolai Alexandrowitsch Sergejew | russischer Landschaftsmaler                                                                                          |
| Gaki Sherocho                    | König von Kaffa |
| Wolodymyr Sokalskyj              | ukrainischer klassischer Komponist, Pianist und Musikkritiker                                                        |
| Hermann von Stengel              | bayerischer Verwaltungsbeamter, deutscher Politiker und Staatssekretär im Reichsschatzamt des Deutschen Kaiserreichs |
| Theodor Stracke                  | deutscher Bildhauer                                                                                                  |
| Stephan von Sydow                | preußischer Verwaltungsbeamter                                                                                       |
| Arthur Szarvassi                 | österreichischer theoretischer Physiker                                                                              |
| John Thompson                    | US-amerikanischer Politiker                                                                                          |
| Theodor Toeplitz                 | deutscher Arzt und Funktionär                                                                                        |
| Abraham Valdelomar               | peruanischer Schriftsteller und Journalist                                                                           |
| Sotirios Versis                  | griechischer Gewichtheber und Leichtathlet                                                                           |
| Jeme Tien Yow                    | chinesischer Ingenieur                                                                                               |